# 書簡体小説

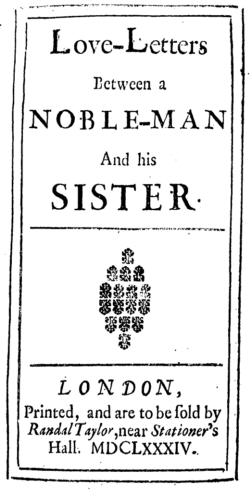

書簡体小説（しょかんたいしょうせつ、英語：epistolary novel）は、登場人物の書簡を連ねることによって間接的にストーリーが展開していく小説の形式である。18世紀からフランスなどで盛んになった。

## 書簡体小説の例
中世フランスにピエール・アベラールとエロイーズの往復書簡があった。これが書簡体小説の一つのモデルになっているようである。日本では殆ど普及していない形式の小説である。
- エピストライ（170年頃 - 240年代頃、ピロストラトス） - 性愛を謳った書簡形式の長文詩集。成立年数は不明。
- ポルトガル文（1669年） - ポルトガルの尼僧マリアンナ・アルコフォラードが、フランスの軍人に宛てた5通の恋文。ただし、現在ではフランスのギュラーグ伯による創作と考えられている。ライナー・マリア・リルケによるドイツ語訳で知られる。
- ペルシア人の手紙（1721年、シャルル・ド・モンテスキュー） - ペルシャ人がフランス社会を批判するという設定で書かれた思想書であるとともに、フランス文学に書簡体が流行するきっかけになった。
- パメラ（1740年 - 1741年、サミュエル・リチャードソン）
- 新エロイーズ（1761年、 ジャン＝ジャック・ルソー）
- 若きウェルテルの悩み（1774年、ヨハン・ヴォルフガング・フォン・ゲーテ）
- 危険な関係（1782年、ラクロ）
- ヒュペーリオン（1797年 - 1799年、フリードリヒ・ヘルダーリン）
- ルツィンデ(1799年、フリードリヒ・シュレーゲル)
- フランケンシュタイン（1818年、メアリー・シェリー）
- 貧しき人びと（1846年、フョードル・ドストエフスキー）
- アンジェリーク(『火の娘たち』収録短編)(1854年、ジェラール・ド・ネルヴァル)
- チャンドス卿の手紙(1902年、フーゴ・フォン・ホーフマンスタール)
- 地獄のジュール・ヴェルヌ、天国のジュール・ヴェルヌ（1905年頃、ルートヴィヒ・ヘヴェジィ）
- あしながおじさん（1912年、ジーン・ウェブスター）
- 瓶詰の地獄（1928年、夢野久作）
- 風の便り（1941年、太宰治）
- パンドラの匣 (1946年、太宰治)
- トカトントン（1947年、太宰治）
- お白粉で書いた巴里通信（後に『お嬢さんの告白』と改題）（J・バルデビラン[1]）
- 麻薬書簡（1963年、アレン・ギンズバーグ、ウィリアム・S・バロウズ）
- 三島由紀夫レター教室（1966年 - 1967年、三島由紀夫）
- アウグストゥス（1972年、ジョン・エドワード・ウィリアムズ）
- パンタレオン大尉と女たち (1973年、マリオ・バルガス・リョサ)
- 十二人の手紙（1978年、井上ひさし）
- 同時代ゲーム（1979年、大江健三郎）
- レターズ（1979年、ジョン・バース）
- ケプラーの憂鬱（1981年、ジョン・バンヴィル）
- カンガルー通信（1981年、村上春樹）
- 錦繍（1982年、宮本輝）
- 背徳の手紙―マリーとマルゴ（1987年、レジーヌ・ドフォルジュ）
- 酒国（1992年、莫言）
- 新戦艦建造に関する往復書簡（『レッドサン ブラッククロス外伝』収録短編）（1994年、佐藤大輔）
- 青い脂（1999年、ウラジミール・ソローキン）
- 訓告（『十二月の十日』収録短編）（2000年、ジョージ・ソーンダーズ）
- 魔法遣いに大切なこと プライマル（2003年、山田典枝）
- れざれはおそろしい（『他人事』収録短編）（2007年、平山夢明）
- 恋文の技術（2009年、森見登美彦）
- ロンバルディア遠景（2009年、諏訪哲史）
- 手紙（2010年、ミハイル・シーシキン）